# اوتوکو وا تسورای یو
اوتوکو وا تسورای یو یا مرد بودن سخت است (به انگلیسی: Otoko wa Tsurai yo) یک سری فیلم ژاپنی با بازی کیوشی آتسومی در نقش تورا سان، یک خانه به دوش مهربان که همیشه در عشق بدشانس است. خود این سریال اغلب توسط طرفدارانش به عنوان «تورا-سان» شناخته می‌شود. شامل ۴۸ قسمت منتشر شده بین سال‌های ۱۹۶۹ و ۱۹۹۵، همه فیلم‌های اوتوکو وا تسورای یو به جز قسمت‌های ۳ (آزوما موریساکی) و ۴ (شون‌ایچی کوبایاشی) توسط یوجی یامادا کارگردانی شدند که همچنین تمام فیلمنامه‌ها را نوشته (یا با نویسنده همکاری) کرده‌است.
هر فیلم یک بانوی اصلی متفاوت به نام «مدونا» و منطقه متفاوتی از ژاپن را نشان می‌داد. (همچنین قسمت‌هایی وجود داشت که صحنه‌هایی در آریزونا و وین داشت) معمولاً هر سال بین سال‌های ۱۹۶۹ و ۱۹۸۹ دو فیلم ساخته می‌شد، یکی برای تابستان و دیگری برای اکران در سال نو. از سال ۱۹۹۰ تا ۱۹۹۵ هر سال فقط یک فیلم برای اکران سال نو ساخته می‌شد. انیمه ایگو یک سری از چهار فیلم اول را در ایالات متحده آمریکا در سال ۲۰۰۹ تحت عنوان
«تورا-سان» منتشر کرد.
فرض بر این بود که مجموعه فیلم با رو به زوال سلامتی آتسومی و مرگ بر اثر سرطان ریه در سن ۶۸ سالگی به پایان رسیده‌است، بدون اینکه تورا سان هرگز به آرامش برسد و شادی خانوادگی را پیدا کند. آتسومی به قدری با شخصیت تورا سان یکی بود که هواداران مرگ او را نیز مرگ تورا-سان می‌دانستند. کارگردان یامادا در آن زمان تصمیم گرفته بود که سریال را پس از مرگ آتسومی ادامه ندهد اما با بازی توشی‌یوکی نیشیدا در نقش یک اپراتور سینمای سیار، فیلمنامه‌ای را بازنویسی کرد به نام نیجی او تسوکامو اوتوکو به معنی مردی که رنگین‌کمان را می‌گیرد. اگرچه نیجی به‌طور کلی ادای احترامی به فیلم‌ها بود، اما صحنه‌های پایانی ادای احترام یامادا از سریال تورا سان و پس از مرگ آتسومی کیوشی بود. تقریباً همه بازیگران اصلی اوتوکو وا تسورای یو در فیلم نیجی نقش آفرینی می‌کنند و شخصیت تورا-سان حتی در اواخر فیلم یک ظاهر کوتاه غافلگیرکننده دارد. فیلم با تقدیم به آتسومی کیوشی به پایان می‌رسد.
با این حال، پنجاهمین فیلم تورا سان، ای کاش اینجا بودی، در ۲۷ دسامبر ۲۰۱۹ در ژاپن اکران شد. آتسومی در سرتاسر فیلم به صورت فلاش بک ظاهر می‌شود، با استفاده از تصاویری از ده‌ها بازی خود در نقش تورا سان در فیلم‌های قبلی، و بازیگران در توکیوی معاصر حضور او را در زندگی خود به یاد می‌آورند.

## معرفی شخصیت اصلی فیلم
«توراجیرو» یا «تورا-سان» شخصیت اصلی فیلم به‌عنوان فرزند «کوروما هیزو» که یک مرد زن باز بود و «اوکیکو» که در آن زمان یک گیشا محبوب در محله شیباماتا بود به دنیا آمد. از آنجایی که پدر او قبلاً با «میتسوکو» (مادر ساکورا) ازدواج کرده بود، توراجیرو فرزند یک رابطه نامشروع بود. در اولین اثر، «مرد بودن سخت است (فیلم)»، توراجیرو از این صحبت می‌کند که پدر واقعی‌اش به او گفته‌است: «تو بچه‌ای هستی که در زمان لجبازی من به دنیا آمده‌ای، پس ذاتاً احمق هستی». این خاطره را در صحنه ای که در آن توراجیرو در خواستگاری ساکورا مست شده بود، بیان می‌کند.
مادر او «اوکیکو» برای اینکه برای خودفروشی به کیوتو برود، توراجیروی تازه متولد شده را در میانه شب سرد زمستانی جلوی مغازه شیرینی‌فروشی سنتی شوهرش به نام «تورا-یا» رها می‌کند. «ساکورا» خواهر کوچکتر توراجیرو خواهر ناتنی توراجیرو است و توراجیرو توسط مادر ساکورا، «میتسوکو»، بزرگ شده تا زمانی که ۱۵ سالگی با پدرش مشاجره می‌کند و از خانه فرار می‌کند.
تورا-سان فروشنده دوره‌گردی است که تنها دارایی اش محتویات یک چمدان کوچک، لباس‌های پشتش و مقداری پول جیبی است. او از شهری به شهر دیگر می‌چرخد و اجناس خود را می‌فروشد. او مشتاق بازگشت به خانه خود در شیباماتا، کاتسوشیکا-کو، توکیو است.
اعضای خانواده او عبارتند از: «ساکورا» (خواهر ناتنی او) «هیروشی» (شوهر ساکورا)، «میتسوئو» (پسر ساکورا و هیروشی)، «تاتسوزو» (عموی سالخورده تورا سان) و «تسونه» (زن عموی سالخورده تورا سان). یک شیرینی‌فروشی سنتی (دانگو) به نام «تورا-یا» در شیباماتا. این فیلم اغلب با رؤیای توراسان شروع می‌شود که در آرزوی انجام کارهای بزرگ است و مشتاق است شایسته خانواده خود باشد، که معمولاً منجر به ناامیدی و بیداری بعدی می‌شود.
تورا سان به‌طور غیرمنتظره ای به سراغ خانواده اش می‌رود. در حالی که آنها از دیدن او خوشحال هستند، ماندن تورا سان در نهایت باعث ایجاد نوعی غوغا می‌شود و معمولاً یک مشاجره خشونت‌آمیز خانوادگی رخ می‌دهد. سپس او با وسایلش به همان سرعتی که وارد می‌شود، هجوم می‌آورد.
در هر فیلم او عاشق یک «مدونا»، زنی جذاب می‌شود، اما همیشه دلش شکسته می‌شود.

## منشأ سری
قبل از اولین فیلم تئاتر «اوتوکو و تسورای یو»، یک نسخه تله‌درام از سال ۱۹۶۸ تا ۱۹۶۹ پخش شد. نام اصلی آن «گوکی (یا «گوکیو»)- کنمای» که به معنای «برادر احمق و خواهر عاقل» بود. نام این تله‌درام از زیرنویس پایانی درام تلویزیونی «نائیته تاماروکا» (می‌تونی گریه کنی؟) (泣いてたまるか) گرفته شده‌است. (ستاره سریال «نائیته تاماروکو» نیز کیوشی آتسومی است)
شون‌ایچی کوبایاشی نام نمایش را به «اوتوکو وا تسورای یو» تغییر داد. در قسمت آخر سریال تلویزیونی، «توراجیرو» بر اثر مارگزیدگی می‌میرد. این موضوع باعث عصبانیت تماشاگران شد و یک نسخه سینمایی از «اوتوکو وا تسورای یو» دنبال شد.
در ابتدا، شوچیکو، آژانس توزیع کننده، مشتاق ادامه فیلم نبود، اما در نهایت اقناع یوجی یامادا غالب شد. مجموعه فیلم با فیلم‌هایی که هر تابستان و سال جدید منتشر می‌شد به موفقیت بزرگی دست یافت. این سریال به بخشی از فرهنگ عامه ژاپن تبدیل شد.

## بازیگران

### مجموعه تلویزیونی
- کیوشی آتسومی در نقش توراجیرو کوروما
- چیکو بایشو در نقش ساکورا
- شین موریکاوا در نقش تاتسوزو کوروما
- توکوکو سوگییاما در نقش تسونه کوروما
- گاجیرو ساتو در نقش یوجیرو (برادرخوانده تورا سان)
- هیساشی ایگاوا در نقش هیروشی سووا (شوهر خواهر تورا سان)
- کی کیرین

### فیلم‌های سینمایی
- کیوشی آتسومی در نقش توراجیرو کوروما
- چیکو بایشو در نقش ساکورا سووا خواهر تورا سان
- گین مائدا در نقش هیروشی سووا شوهر خواهر تورا سان
- شین موریکاوا – در نقش تاتسوزو کوروما عموی تورا سان (در فیلم‌های ۱ تا ۸)
- تاتسوئو ماتسومورا – در نقش تاتسوزو کوروما عموی تورا سان (در فیلم‌های ۹ تا ۱۳)
- ماسامی شیموجو در نقش تاتسوزو کوروما عموی تورا سان (در فیلم‌های ۱۴ تا ۴۸)
- چیه‌کو میساکی در نقش تسونه کوروما زن عموی تورا سان
- هیده‌تاکا یوشی‌اوکا در نقش مستسوئو سووا پسر برادر تورا سان
- هیسائو دازای در نقش تاکو (اومه‌تارو کاتسورا) رئیس چاپخانه همسایه
- چیشو ریو در نقش گوزِن-ساما (کاهن معبد)
- گاجیرو ساتو در نقش گنکو خادم معبد

### انیمه
- کوئیچی یامادرا در نقش توراجیرو کوروما
- یومی تاما در نقش لی لی
- ماری اوکاموتو در نقش ساکورا سووا
- هوچو اوتسوکا در نقش هیروشی سووا
- مینوری یادا در نقش تاتسوزو کوروما
- میئه آزوما در نقش تسونه کوروما
- اکن مینه در نقش رئیس چاپخانه همسایه (اومه‌تارو کاتسورا)
- ریوجی سایکاچی در نقش گوزِن-ساما
- نائوکی تاتسوتا در نقش گنکو

## مجموعه فیلم‌ها
| شماره | عنوان | تاریخ اکران در ژاپن | تاریخ اکران در آمریکا |
| ----- | --- | ------------------- | --------------------- |
| ۱     | مرد بودن سخت است ("Otoko wa Tsurai yo") (男はつらいよ)                                                                                            | ۲۷ اوت ۱۹۶۹         | ۱۸ ژوئیه ۱۹۷۴         |
| ۲     | مادر گرامی تورا-سان ("Zoku Otoko wa Tsurai yo") 続・男はつらいよ                                                                                  | ۱۵ نوامبر ۱۹۶۹      | ۱ ژوئیه ۱۹۷۰          |
| ۳     | تورا-سان، عشق لطیف او ("Otoko wa Tsurai yo: Fuuten no Tora") 男はつらいよ フーテンの寅                                                            | ۱۵ ژانویه ۱۹۷۰      | ۲۰ اکتبر ۱۹۷۳         |
| ۴     | طرح بزرگ تورا-سان ("Shin Otoko wa Tsurai yo") 新・男はつらいよ                                                                                    | ۲۷ فوریه ۱۹۷۰       | ۲۵ ژوئیه ۱۹۷۳         |
| ۵     | موفقیت غیرمنتظره تورا-سان ("Otoko wa Tsurai yo: Bōkyō hen") 男はつらいよ 望郷篇                                                                   | ۲۵ اوت ۱۹۷۰         | ۲۸ مه ۱۹۷۱            |
| ۶     | شکست عشقی تورا-سان ("Otoko wa Tsurai yo: Junjō hen") 男はつらいよ 純情篇                                                                          | ۱۵ ژانویه ۱۹۷۱      | ۱ سپتامبر ۱۹۷۱        |
| ۷     | تورا-سان، نیکوکار خوب ("Otoko wa Tsurai yo: Funtō hen") 男はつらいよ 奮闘篇                                                                       | ۲۸ آوریل ۱۹۷۱       | ۲۵ ژوئن ۱۹۷۵          |
| ۸     | ندای عشق تورا-سان ("Otoko wa Tsurai yo: Torajirō koiuta") 男はつらいよ 寅次郎恋歌                                                                 | ۲۹ دسامبر ۱۹۷۱      | ۱۴ آوریل ۱۹۷۳         |
| ۹     | خانه قدیمی تورا-سان ("Otoko wa Tsurai yo: Shibamata bojō") 男はつらいよ 柴又慕情                                                                  | ۵ اوت ۱۹۷۲          | ۱۰ مارس ۱۹۷۴          |
| ۱۰    | رؤیای تورا-سان به حقیقت پیوست ("Otoko wa Tsurai yo: Torajirō yumemakura") 男はつらいよ 寅次郎夢枕                                                 | ۲۹ دسامبر ۱۹۷۲      | مه ۱۹۷۳               |
| ۱۱    | فراموشم نکن تورا-سان ("Otoko wa Tsurai yo: Torajirō wasurenagusa") 男はつらいよ 寅次郎忘れな草                                                    | ۴ اوت ۱۹۷۳          | ۴ ژانویه ۱۹۷۴         |
| ۱۲    | تورا-سان، عاشق یک هنرمند ("Otoko wa Tsurai yo: Watashi no tora-san") 男はつらいよ 私の寅さん                                                      | ۲۶ دسامبر ۱۹۷۳      | ۲۲ مه ۱۹۷۴            |
| ۱۳    | تورا-سان دلباخته است ("Otoko wa Tsurai yo: Torajirō Koiyatsure") 男はつらいよ 寅次郎恋やつれ                                                      | ۱۰ اوت ۱۹۷۴         |                       |
| ۱۴    | لالایی تورا-سان ("Otoko wa Tsurai yo: Torajirō Komoriuta") 男はつらいよ 寅次郎子守唄                                                              | ۲۸ دسامبر ۱۹۷۴      | دسامبر ۱۹۷۵           |
| ۱۵    | ظهور و سقوط تورا-سان ("Otoko wa Tsurai yo: Torajirō Aiaigasa") 男はつらいよ 寅次郎相合い傘                                                        | ۲ اوت ۱۹۷۵          | ۱۲ ژوئن ۱۹۷۷          |
| ۱۶    | تورا-سان، روشنفکر ("Otoko wa Tsurai yo: Katsushika Risshihen") 男はつらいよ 葛飾立志篇                                                            | ۲۷ دسامبر ۱۹۷۵      | ۳۱ دسامبر ۱۹۷۶        |
| ۱۷    | طلوع و غروب تورا-سان ("Otoko wa Tsurai yo: Torajirō Yūyake Koyake") 男はつらいよ 寅次郎夕焼け小焼け （仮タイトルは「男はつらいよ 柴又の伊達男」） | ۲۴ ژوئیه ۱۹۷۶       | ۶ مه ۱۹۷۷             |
| ۱۸    | عشق پاک تورا-سان ("Otoko wa Tsurai yo: Torajirō Junjōshishū") 男はつらいよ 寅次郎純情詩集                                                         | ۲۵ دسامبر ۱۹۷۶      |                       |
| ۱۹    | تورا-سان ارباب را ملاقات می‌کند ("Otoko wa Tsurai yo: Torajirō to Tonosama") 男はつらいよ 寅次郎と殿様                                             | ۶ اوت ۱۹۷۷          | ۲۵ اوت ۱۹۷۸           |
| ۲۰    | تورا-سان در نقش کوپیدو ("Otoko wa Tsurai yo: Torajirō Gambare!") 男はつらいよ 寅次郎頑張れ!                                                       | ۲۴ دسامبر ۱۹۷۷      |                       |
| ۲۱    | تورا-سان و عشق بازیگری ("Otoko wa Tsurai yo: Torajirō Wagamichi o Yuku") 男はつらいよ 寅次郎わが道をゆく                                          | ۵ اوت ۱۹۷۸          |                       |
| ۲۲    | تورا-سان، نقل هر محفل ("Otoko wa Tsurai yo: Uwasa no Torajirō") 男はつらいよ 噂の寅次郎                                                           | ۲۷ دسامبر ۱۹۷۸      | ۲۸ سپتامبر ۱۹۷۹       |
| ۲۳    | تورا-سان، دلال ازدواج ("Otoko wa Tsurai yo: Tonderu Torajirō") 男はつらいよ 翔んでる寅次郎                                                        | ۴ اوت ۱۹۷۹          | مه ۱۹۸۰               |
| ۲۴    | رؤیای بهاری تورا-سان ("Otoko wa Tsurai yo: Torajirō Haru no Yume") 男はつらいよ 寅次郎春の夢                                                      | ۲۸ دسامبر ۱۹۷۹      | ۱ ژوئن ۱۹۸۰           |
| ۲۵    | تب گرمسیری تورا-سان ("Otoko wa Tsurai yo: Torajirō Haibisukasu no Hana") 男はつらいよ 寅次郎ハイビスカスの花                                      | ۲ اوت ۱۹۸۰          | ۲۶ دسامبر ۱۹۸۰        |
| ۲۶    | تورا-سان، پدرخوانده ("Otoko wa Tsurai yo: Torajirō Kamome Uta") 男はつらいよ 寅次郎かもめ歌                                                       | ۲۸ دسامبر ۱۹۸۰      |                       |
| ۲۷    | عشق تورا-سان در اوساکا ("Otoko wa Tsurai yo: Naniwa no Koi no Torajirō") 男はつらいよ 浪花の恋の寅次郎                                            | ۸ اوت ۱۹۸۱          | ۱ ژانویه ۱۹۸۲         |
| ۲۸    | قول تورا-سان ("Otoko wa Tsurai yo: Torajirō Kamifūsen") 男はつらいよ 寅次郎紙風船                                                                 | ۲۹ دسامبر ۱۹۸۱      | ژوئن ۱۹۸۲             |
| ۲۹    | ابراز عشق به تورا-سان ("Otoko wa Tsurai yo: Torajirō Ajisai no Koi") 男はつらいよ 寅次郎あじさいの恋                                              | ۷ اوت ۱۹۸۲          | ۲۴ دسامبر ۱۹۸۲        |
| ۳۰    | تورا-سان، کارشناس ("Otoko wa Tsurai yo: Hana mo Arashi mo Torajirō") 男はつらいよ 花も嵐も寅次郎                                                  | ۲۸ دسامبر ۱۹۸۲      |                       |
| ۳۱    | ترانه عاشقانه تورا-سان ("Otoko wa Tsurai yo: Tabi to Onna to Torajirō") 男はつらいよ 旅と女と寅次郎                                               | ۶ اوت ۱۹۸۳          | ۲۰ ژانویه ۱۹۸۴        |
| ۳۲    | تورا-سان مذهبی می‌شود؟ ("Otoko wa Tsurai yo: Kuchibue o Fuku Torajirō") 男はつらいよ 口笛を吹く寅次郎                                              | ۲۸ دسامبر ۱۹۸۳      | ۲۹ ژوئن ۱۹۸۴          |
| ۳۳    | مشاور ازدواج تورا-سان ("Otoko wa Tsurai yo: Yogiri ni Musebu Torajirō") 男はつらいよ 夜霧にむせぶ寅次郎                                           | ۴ اوت ۱۹۸۴          | ۲۱ دسامبر ۱۹۸۴        |
| ۳۴    | عشق ممنوعه تورا-سان ("Otoko wa Tsurai yo: Torajirō Shinjitsu Ichiro") 男はつらいよ 寅次郎真実一路                                                 | ۲۸ دسامبر ۱۹۸۴      | مه ۱۹۸۵               |
| ۳۵    | تورا-سان، میانجی ("Otoko wa Tsurai yo: Torajirō Ren'aijuku") 男はつらいよ 寅次郎恋愛塾                                                            | ۳ اوت ۱۹۸۵          |                       |
| ۳۶    | تورا-سان و رویارویی در جزیره ("Otoko wa Tsurai yo: Shibamata yori Ai o Komete") 男はつらいよ 柴又より愛をこめて                                   | ۲۸ دسامبر ۱۹۸۵      |                       |
| ۳۷    | پرنده آبی خوشبختی تورا-سان ("Otoko wa Tsurai yo: Shiawase no Aoi Tori") 男はつらいよ 幸福の青い鳥                                                 | ۲۰ دسامبر ۱۹۸۶      | ژوئن ۱۹۸۷             |
| ۳۸    | تورا-سان به شمال می‌رود ("Otoko wa Tsurai yo: Shiretoko Bojō") 男はつらいよ 知床慕情                                                               | ۱۵ اوت ۱۹۸۷         | ۱۱ ژانویه ۱۹۹۰        |
| ۳۹    | تورا-سان در نقش بابا ("Otoko wa Tsurai yo: Torajirō Monogatari") 男はつらいよ 寅次郎物語                                                          | ۲۶ دسامبر ۱۹۸۷      |                       |
| ۴۰    | تورا-سان و یادبود روز سالاد ("Otoko wa Tsurai yo: Torajirō Sarada Kinenbi") 男はつらいよ 寅次郎サラダ記念日                                       | ۲۴ دسامبر ۱۹۸۸      |                       |
| ۴۱    | تورا-سان به وین می‌رود ("Otoko wa Tsurai yo: Torajirō Kokoro no Tabiji") 男はつらいよ 寅次郎心の旅路                                               | ۵ اوت ۱۹۸۹          | نوامبر ۱۹۸۹           |
| ۴۲    | تورا-سان، دایی من ("Otoko wa Tsurai yo: Boku no Ojisan") 男はつらいよ ぼくの伯父さん                                                              | ۲۷ دسامبر ۱۹۸۹      | ۱۱ ژانویه ۱۹۹۰        |
| ۴۳    | تورا-سان به تعطیلات می‌رود ("Otoko wa Tsurai yo: Torajirō no Kyūjitsu") 男はつらいよ 寅次郎の休日                                                  | ۲۲ دسامبر ۱۹۹۰      |                       |
| ۴۴    | اعتراف تورا-سان ("Otoko wa Tsurai yo: Torajirō no Kokuhaku") 男はつらいよ 寅次郎の告白                                                            | ۲۱ دسامبر ۱۹۹۱      | مارس ۱۹۹۲             |
| ۴۵    | تورا-سان بهانه می‌آورد ("Otoko wa Tsurai yo: Torajirō no Seishun") 男はつらいよ 寅次郎の青春                                                       | ۲۶ دسامبر ۱۹۹۲      |                       |
| ۴۶    | واسطه ازدواج تورا-سان ("Otoko wa Tsurai yo: Torajirō no Endan") 男はつらいよ 寅次郎の縁談                                                         | ۲۵ دسامبر ۱۹۹۳      |                       |
| ۴۷    | توصیه ساده تورا-سان ("Otoko wa Tsurai yo: Haikei, Kuruma Torajirō-sama") 男はつらいよ 拝啓車寅次郎様                                              | ۲۳ دسامبر ۱۹۹۴      |                       |
| ۴۸    | عملیات نجات تورا-سان ("Otoko wa Tsurai yo: Torajirō Kurenai no Hana") 男はつらいよ 寅次郎紅の花                                                   | ۲۳ دسامبر ۱۹۹۵      |                       |
| ۴۹    | نسخه ویژه تب گرمسیری تورا-سان ("Otoko wa Tsurai yo: Torajirō Haibisukasu no Hana Tokubetsuhen") 男はつらいよ 寅次郎ハイビスカスの花 特別篇        | ۲۲ نوامبر ۱۹۹۷      |                       |
| ۵۰    | تورا سان، ای کاش اینجا بودی ("Otoko wa Tsurai yo 50: Okaeri, Torasan") 男はつらいよ۵۰ おかえり、寅さん                                            | ۲۷ دسامبر ۲۰۱۹      |                       |

## مدونا
هر فیلم یک ستاره مهمان زن داشت که تورا سان معمولاً عاشق او می‌شد (یا در فیلم‌های بعدی نقش یک ناپدری را بازی می‌کرد). از این شخصیت‌ها به عنوان «مدونا» یاد می‌شد. هر مدونا توسط یک شخصیت ساده‌دل که در زمان اکران فیلم محبوب بود، بازی می‌کرد.
| شماره فیلم | بازیگر                     | نقش                                            |
| ---------- | -------------------------- | ---------------------------------------------- |
| ۱          | ساچیکو میتسوموتو           | فویوکو، دختر کاهن گو-ذن ساما                   |
| ۲          | اوری ساتو                  | ناتسوکو توبوئوچی، دختر معلم انگلیسی            |
| ۳          | میچیو آراتاما              | او شیزو، کامی سان (رئیس) ریوکان (مسافرخانه)    |
| ۴          | کوماکی کوری هارا           | هاروکو اوسامی، مربی مهدکودک                    |
| ۵          | آیکو ناگایاما              | ستسوکو، دختر مغازه‌دار توفوی سرخ شده            |
| ۶          | آیاکو واکائو               | یوکو آکاشی، خواهرزاده زن عمو تسونه             |
| ۷          | رومی ساکاکیبارا            | هاناکو اوتا، دستیار مدرسه معلولان از آئوموری   |
| ۸          | جونکو ایکوچی               | تاکاکو روکوهارا، صاحب کافی شاپ                 |
| ۹          | سایوری یوشیناگا            | اوتاکو، دختر جهانگرد / نویسنده                 |
| ۱۰         | کائورو یاچیگوسا            | چیو، آرایشگر                                   |
| ۱۱         | روریکو آسائوکا             | لی لی، خواننده سالن                            |
| ۱۲         | کیکو کیشی                  | ریتسوکو، هنرمند نقاش                           |
| ۱۳         | سایوری یوشیناگا            | اوتاکو، دختر نویسنده                           |
| ۱۴         | یوکیو توآکه                | کیوکو، پرستار                                  |
| ۱۵         | روریکو آسائوکا             | لی لی، خواننده سالن                            |
| ۱۶         | فومیئه کاشییاما            | ریکو، دانشجوی فارغ‌التحصیل / استاد باستان‌شناسی  |
| ۱۷         | کیواکو تایچی               | بوتان، گیشا                                    |
| ۱۸         | ماچیکو کیو                 | آیا یاگیو، مادر معلم میتسوئو                   |
| ۱۹         | کیوکو مایا                 | ماریکو، عروس ارباب                             |
| ۲۰         | شیهو فوجیمورا              | فوجیکو، خواهر برقکار                           |
| ۲۱         | نانا کینومی                | ناناکو، رقاص                                   |
| ۲۲         | ریکو اوهارا                | سانائه، مطلقه                                  |
| ۲۳         | کائوری موموئی              | هیتومی، عروس فراری                             |
| ۲۴         | کیوکو کاگاوا               | کیکو، مادر معلم انگلیسی                        |
| ۲۵         | روریکو آسائوکا             | لی لی، خواننده سالن                            |
| ۲۶         | ران ایتو                   | سومیره، ترک تحصیل                              |
| ۲۷         | کیکو ماتسوزاکا             | فومی، گیشا اوزاکا                              |
| ۲۸         | میکیکو اوتوناشی            | میتسو، بیوه تکیه                               |
| ۲۹         | آیومی ایشیدا               | کاگری، خدمتکار                                 |
| ۳۰         | یوکو تاناکا                | کیکو اوگاوا، کارگر توریست / فروشگاه بزرگ       |
| ۳۱         | هارومی میاکو               | هارومی کیو، خواننده انکا                       |
| ۳۲         | کئیکو تاکه‌شیتا             | توموکو، دختر کاهن رندای جی                     |
| ۳۳         | ری ناکاهارا                | فوکو، آرایشگر                                  |
| ۳۴         | ریکو اوهارا                | فوجیکو، همسر حقوق بگیر گمشده                   |
| ۳۵         | کاناکو هیگوچی              | واکانا اگامی، نوه بانوی کاتولیک                |
| ۳۶         | کوماکی کوری هارا           | ماچیکو، معلم دبیرستان                          |
| ۳۷         | اتسوکو شیهومی              | میهو، دختر بازیگر کابوکی                       |
| ۳۸         | کئیکو تاکه‌شیتا             | رینکو، دختر دامپزشک                            |
| ۳۹         | کومیکو آکیوشی              | تاکاکو تاکای                                   |
| ۴۰         | یوشیکو میتا                | ماچیکو، دکتر                                   |
| ۴۱         | کئیکو تاکه‌شیتا             | کومیکو، راهنمای تور در شهر وین                 |
| ۴۲         | کومیکو گوتو/ فومی دان      | ایزومی اویکاوا، دوست دختر میتسوئو؛ مادر ایزومی |
| ۴۳         | کومیکو گوتو/ ماری ناتسوکی  | اویکاوا ایزومی، دوست دختر میتسوئو              |
| ۴۴         | کومیکو گوتو/ هیده‌کو یوشیدا | اویکاوا ایزومی، دوست دختر میتسوئو              |
| ۴۵         | کومیکو گوتو/ جون فوبوکی    | اویکاوا ایزومی، دوست دختر میتسوئو              |
| ۴۶         | کیکو ماتسوزاکا             | ساکائیده یوکو                                  |
| ۴۷         | رینو کاتاسه                | میا نوریکو، عکاس                               |
| ۴۸         | روریکو آسائوکا             | لی لی، خواننده سالن                            |
| ۴۹         | روریکو آسائوکا             | لی لی، خواننده سالن                            |